# Жеремі Желен
Жеремі Желен (фр. Jérémy Gélin, нар. 24 квітня 1997, Кемпер) — французький футболіст, захисник клубу «Ам'єн».

## Клубна кар'єра
Народився 24 квітня 1997 року в місті Кемпер. Вихованець «Ренна», куди перейшов у 2012 році і закінчив через три роки, після чого став гравцем другої команди. Дебютував за неї 30 листопада 2014 року проти клубу «Тур-д'Овернь» (Ренн). З сезону 2015/16 став основним гравцем другої команди. Всього за два сезони провів за неї 57 зустрічей, забивши один гол.
28 жовтня 2017 року дебютував за першу команду «Ренна» в матчі Ліги 1 проти «Монпельє» (1:0), вийшовши замість Рамі Бенсебаїні на 75-й хвилині. Станом на 1 червня 2020 року відіграв за команду з Ренна 64 матчі в національному чемпіонаті.

## Виступи за збірні
2013 року дебютував у складі юнацької збірної Франції, взяв участь у 19 іграх на юнацькому рівні, відзначившись одним забитим голом. Зі збірною до 19 років став юнацьким чемпіоном Європи 2016 року у НІмеччині, на якому Желен зіграв у двох матчах.
З 2018 року залучався до складу молодіжної збірної Франції. На молодіжному рівні зіграв у 3 офіційних матчах.

## Статистика виступів

### Статистика клубних виступів
| Сезон             | Команда           | Чемпіонат         | Чемпіонат | Чемпіонат | Національний кубок | Національний кубок | Національний кубок | Континентальні кубки | Континентальні кубки | Континентальні кубки | Інші змагання | Інші змагання | Інші змагання | Усього | Усього | Усього |
| Сезон             | Команда           | Ліга              | Ігор      | Голів     | Ліга               | Ігор               | Голів              | Ліга                 | Ігор                 | Голів                | Ліга          | Ігор          | Голів         | Ігор   | Голів  |        |
| ----------------- | ----------------- | ----------------- | --------- | --------- | ------------------ | ------------------ | ------------------ | -------------------- | -------------------- | -------------------- | ------------- | ------------- | ------------- | ------ | ------ | ------ |
| 2017–18           | «Ренн»            | Л1                | 28        | 0         | КФ+КЛ              | 1+4                | 0                  |                      | -                    | -                    |               | -             | -             | 33     | 0      |        |
| 2018–19           | «Ренн»            | Л1                | 22        | 0         | КФ+КЛ              | 4+0                | 0                  | ЛЄ                   | 7                    | 0                    |               | -             | -             | 33     | 0      |        |
| 2019–20           | «Ренн»            | Л1                | 14        | 0         | КФ+КЛ              | 3+0                | 1+0                | ЛЄ                   | 0                    | 0                    | СФ            | 1             | 0             | 18     | 1      |        |
| Усього за кар'єру | Усього за кар'єру | Усього за кар'єру | 64        | 0         |                    | 12                 | 1                  |                      | 7                    | 0                    |               | 1             | 0             | 84     | 1      |        |

## Титули і досягнення
- Володар Кубка Франції (1):

«Ренн»: 2018-19
- Чемпіон Європи (U-19): 2016